# Eubazus olegi
Eubazus olegi är en stekelart som beskrevs av Sergey A. Belokobylskij 1994. Eubazus olegi ingår i släktet Eubazus och familjen bracksteklar. Inga underarter finns listade i Catalogue of Life.